# Saint-Fuscien
Saint-Fuscien és un municipi francès al departament del Somme i a la regió dels Alts de França. L'any 1999 tenia 966 habitants. Saint-Fuscien és al sud d'Amiens i forma part de la seva zona urbana. És a prop d'altres comunes com Boves (Somme) o Sains-en-Amiénois i està al costat de la carretera D7. Saint-Fuscien forma part del cantó de Boves, que al seu torn forma part del districte d'Amiens. L'alcalde del poble des del 2020 és l'ex-ciclista professional Henri-Paul Fin.